# Usina Hidrelétrica de Yacyretá
A Hidrelétrica de Yacyretá (em português Jaciretá) é uma usina hidrelétrica binacional construída no rio Paraná entre Argentina e Paraguai, com capacidade instalada de 3,2 mil MW.  A hidrelética está localizada a 70 km a oeste das cidades de Posadas(Argentina) e Encarnación (Paraguai). Situa-se abaixo das águas da usina binacional de Itaipu e conta com uma reservatório com cota de 83 metros acima do nível do mar, além de 20 turbinas tipo Kaplan, onde passam em cada uma delas cerca de 2.63 milhões de litros de água.
O projeto inicial da hidrelétrica surgiu de um acordo firmado em 1973, pelos então presidentes Juan Domingo Perón, da Argentina, e Alfredo Stroessner, do Paraguai. Entretanto, as obras foram iniciadas apenas em 1983. Em meio a inúmeros atrasos,problemas ambientais e supostos desvios de corrupção,  a primeira turbina foi inaugurada somente em 1994 e o projeto final foi inaugurado em 2011.